# Лос Лагос (регион)
Лос Лагос (на испански: Los Lagos) е един от 15-те региона на южноамериканската държава Чили. Регионът е разположен в централната част на страната на Тихия океан. Населението е 828 708 жители (по преброяване от април 2017 г.). Общата му площ – 67 013,1 км².